# جون هوارد هاريس
جون هوارد هاريس (بالإنجليزية: John Howard Harris)‏ هو أكاديمي أمريكي، ولد في 24 أبريل 1847 في مقاطعة إنديانا في الولايات المتحدة، وتوفي في 25 أبريل 1925 في سكرانتون في الولايات المتحدة.